# Nutuk (речь Ататюрка)

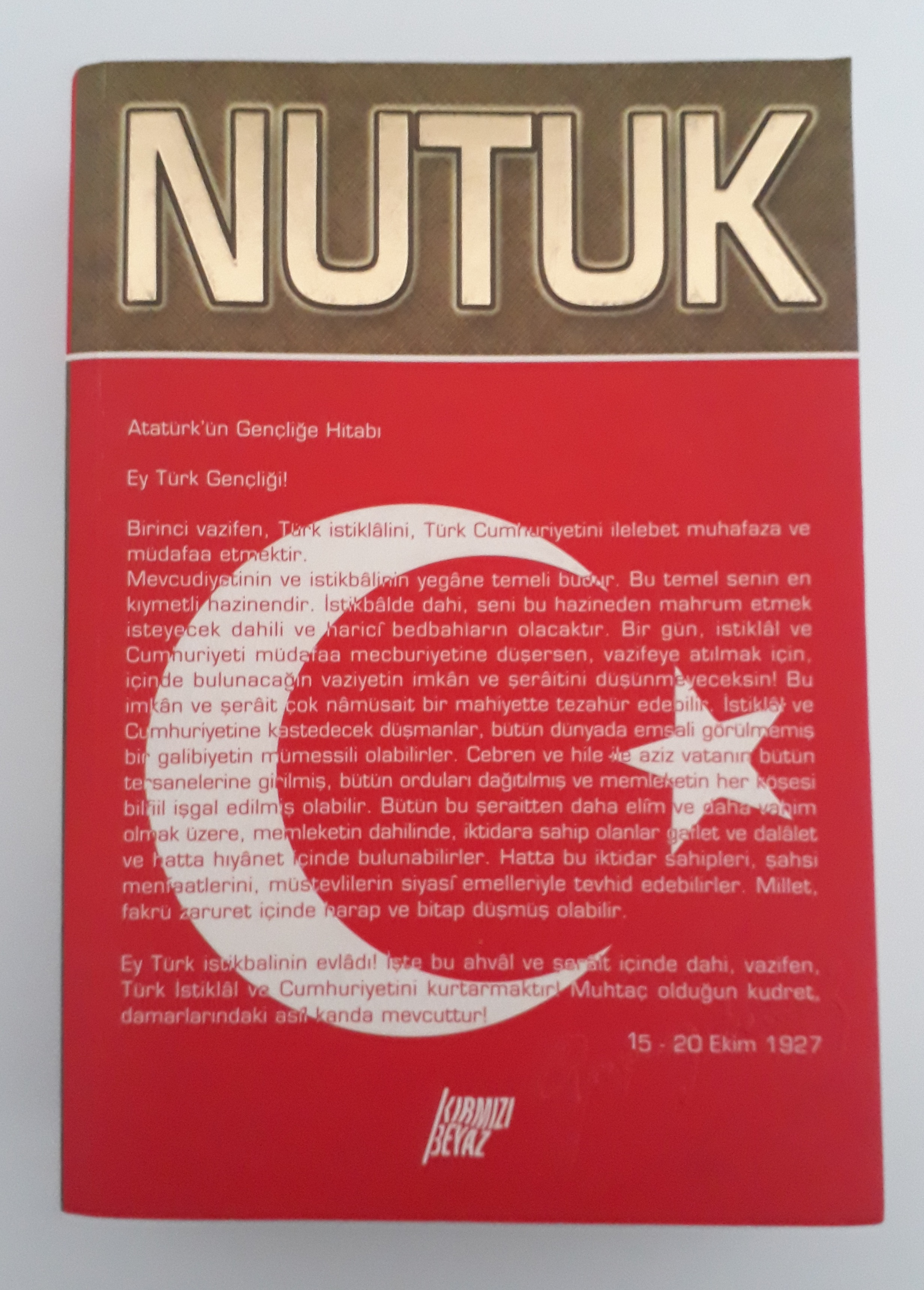
Nutuk

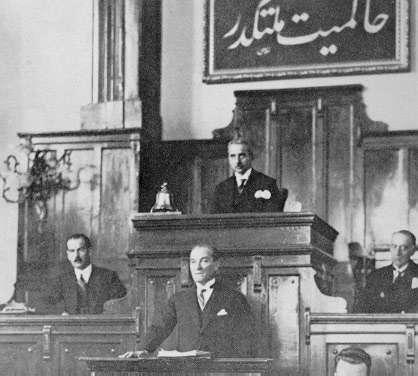
Мустафа Кемаль Ататюрк читает «Речь» (1927)

«Нутук» («Речь») — речь, произнесенная Мустафой Кемалем Ататюрком на втором съезде Республиканской народной партии (Cumhuriyet Halk Partisi) в период с 15 по 20 октября 1927 года. В данной речи освещались события между началом турецкой войны за независимость 19 мая 1919 года и основанием Турецкой Республики в 1923 году. Текст речи является важным источником для изучения кемализма. Всего речь заняла тридцать шесть часов: Ататюрк произносил её в течение шести дней. Исследователи считают «Нутук» основой официальной историографии Турецкой Республики.

## Содержание речи
В речи Ататюрк представил своё видение истории турецкого освободительного движения (от мая 1919 года до момента провозглашения Турецкой Республики); он также обсудил первые годы существования государства и партийного строительства в стране. Ататюрк подробно остановился как на опасностях, подстерегавших молодое государство, так и на уроках, которые следовало извлечь из событий прошлого.
Язык «Нутук» с точки зрения лексики и построения предложений близок к современному турецкому литературному языку, являясь значительно более простым и понятным, чем тот, что использовался во времена Османской империи. Ататюрк активно использовал арабские и персидские заимствования — как отдельные слова, так и целые фразы, — многие из которых кажутся сегодня тяжеловесными, но тут следует учитывать, что «Нутук» являлась государственной речью. В соответствии с акцентами, которые он хотел расставить, Ататюрк иногда использовал и короткие, резкие фразы.
В 1928—1929 годы текст «Нутук» был переведён на немецкий, французский и английский. Новые издания продолжают выходить и в XXI веке. На сегодняшний день «Нутук» также является важным символом кемализма: в частности, после переворота 1960 года военные, свергшие правительство и захватившие власть в стране, распорядились передать по радио всю речь целиком.
Около двух третей своей речи Ататюрк посвятил «жёсткой критике» по отношению к целому ряду политических оппонентов, которые, по его мнению, представляли собой лиц, лишённых какой-либо компетентности — или просто предателей. Были перечислены: Кязым Муса Карабекир, Рауф Орбай, Мехмет Джемаль Мерсинли, Нуреддин-паша, Али Ихсан Сабис, Бекир-Сами Кундух, Этхем-черкес и многие другие.

## Структура речи
Текст обычно делят на 366 разделов: Общая обстановка в день моей высадки в Самсуне, Пути освобождения, Национальные организации и их политические цели, Общество друзей Англии, Положение в армии, Большие полномочия, предоставленные мне должностью инспектора, Краткая характеристика общей ситуации, Предполагавшиеся пути к спасению, Независимость или смерть! Постепенное, поэтапное продвижение к поставленной цели, Контакт с армией, Вторжение греческой армии в округа Манисы и Айдын, Создание национальной организации и предупреждение нации, Митинги и национальные демонстрации, Его превосходительству военному министру, Отклики на национальные демонстрации, Меня отзывают в Стамбул и так далее.

## Текст (начало речи)
«Общая обстановка в день моей высадки в Самсуне. 19 мая 1919 года я [Мустафа Кемаль Ататюрк] высадился в Самсуне. Общая обстановка представляла тогда следующую картину. Коалиция государств, в состав которой входила Османская Империя, потерпела поражение в первой мировой войне. Османская армия повсюду была разгромлена. Перемирие было подписано на тяжёлых условиях. Народ изнурён и разорён долгими годами войны. Виновники вовлечения нации и страны в первую мировую войну в страхе за свою жизнь бежали за границу. Падишах-халиф Вахдеттин окончательно деградировал и занят лишь поисками подлых средств, с помощью которых он надеется сохранить свою жизнь и свой трон. Правительство во главе с Дамат Ферит Пашой бессильно, трусливо, не пользуется уважением. Оно лишь повинуется воле падишаха и вместе с ним мирится с любым положением, которое могло бы обеспечить безопасность ему самому и падишаху.
У армии изымались и продолжают изыматься вооружение и боеприпасы…
Державы Антанты не считают нужным соблюдать положения перемирия. Их войска и флот под разными надуманными предлогами находятся в Стамбуле. В Аданский вилайет вступили французы, в Урфу, Мараш и Антеп — англичане. В Анталье и Конье находятся итальянские войска, в Мерзифоне и Самсуне — английские. Повсюду орудуют офицеры, чиновники и частные лица иностранных государств. Наконец, 15 мая 1919 года, то есть за четыре дня до даты, которую мы приняли в качестве исходного момента настоящего доклада, греческая армия с согласия держав Антанты высаживается в Измире.
Кроме того, по всей стране тайком или откровенно действуют христианские меньшинства, добивающиеся осуществления своих целей и намерений, скорейшего краха государства…»